# Etmopterus perryi
Etmopterus perryi, é uma espécie de tubarão da família Etmopteridae. É a menor espécie de tubarão conhecido, chegando a no máximo 20 centímetros de comprimento. Essa espécie habita águas muito profundas na Colômbia e na costa da Venezuela. Não possui um nome oficial em português, mas pode ser chamado de Tubarão-lanterna-anão. Tem esse nome devido a seu tamanho e porque possui órgãos frontais emissores de luz, provavelmente utilizados para caça, reprodução e orientação. Devido ao seu tamanho, é possível que sua alimentação seja de pequenos seres vivos que se alimentam de micro-organismos. O comportamento dessa espécie e de sua população é desconhecido, fato comum para espécies que habitam regiões extremas de difícil acesso.